# 渝水区
渝水区是中国江西省新余市的一个市辖区，位於江西省中部偏西，新餘市東部，袁河中下游，新餘城區所在地。東界樟樹市、新幹縣，南連峽江縣、吉安縣，西接分宜縣，北鄰上高縣、高安市，距南昌市160公里，區政府駐抱石大道257號。

## 行政区划
渝水区下辖4个街道办事处、11个镇、5个乡：
城南街道、城北街道、袁河街道、新钢街道、水北镇、下村镇、良山镇、罗坊镇、姚圩镇、珠珊镇、河下镇、观巢镇、欧里镇、水西镇、鹄山镇、人和乡、界水乡、南安乡、新溪乡和九龙山乡。
其中水西镇实际由新余高新技术产业开发区管辖；河下镇、九龙山乡实际由仙女湖风景名胜区管辖；观巢镇、欧里镇实际由孔目江生态经济区管辖。

## 人口
2020年末，渝水區常住人口為92.79萬人。